# Paryphodes sexlineatus
Paryphodes sexlineatus är en tvåvingeart som först beskrevs av Günther Enderlein 1924.  Paryphodes sexlineatus ingår i släktet Paryphodes och familjen bredmunsflugor. Inga underarter finns listade i Catalogue of Life.